# Melampsora populnea
Melampsora populnea är en svampart som först beskrevs av Christiaan Hendrik Persoon, och fick sitt nu gällande namn av Petter Adolf Karsten 1879. Melampsora populnea ingår i släktet Melampsora,  och familjen Melampsoraceae.   Inga underarter finns listade.
Svampen orsakar en växtsjukdom på tall, asprost eller med ett äldre namn knäckesjuka. Asprost drabbar främst de färska årsskotten på plantor och yngre träd, som då böjs ned och ofta dör i överdelen. Ibland reser sig skotten igen och blir då s-formade. Svampen har asp som mellanvärd, och angreppen på tall kan förebyggas genom att inga aspar tillåts växa i tallbeståndets närhet.